# Фрунзенська районна в м. Харкові рада
Фрунзенська районна в м. Харкові рада — районна в м. Харкові рада, представницький орган, що здійснює функції та повноваження місцевого самоврядування, визначені Конституцією України і законами України, бере участь у місцевому самоврядуванні м. Харкова, створює свої виконавчі органи та обирає голову ради, який одночасно є і головою її виконавчого комітету, самостійно складає, розглядає, затверджує та виконує районний бюджет.
Не утворена (ліквідована) після закінчення терміну повноважень V (XXV) скликання 2010 року на підставі рішення чергової 38 сесії Харківської міської ради V скликання, що відбулася 25 листопада 2009 року.

## Депутати, склад депутатських фракцій і постійних комісій

### V (XXV) скликання
Список депутатів V скликання становить 54 особи.

## Голова ради
- Лучанінова Любов Олександрівна, 2002-2006
- Топчій Тетяна Василівна, з квітня 2006 р.

## Цікаві факти
Це єдиний район, яким протягом останніх двох десятиліть беззмінно керують жінки. 17 років його очолювала Галина Олексіївна Потапова. З 2002 по 2006 рр. районом керувала Любов Лучанінова. Зараз районом керує Тетяна Топчій.